# Велиспири
Велиспири (груз. ველისპირი) — село в Грузии, на территории Дманисского муниципалитета края (мхаре) Квемо-Картли.

## География
Село находится в юго-восточной части Грузии, в пределах плато Гомарети, на расстоянии приблизительно 17 километров (по прямой) к северо-западу от города Дманиси, административного центра муниципалитета. Абсолютная высота — 1313 метров над уровнем моря.

## Население
По результатам официальной переписи населения 2014 года в Велиспири проживал 81 человек (44 мужчины и 37 женщин). В национальной структуре населения грузины составляли 87,7 %, греки — 5 %, азербайджанцы — 4,9 %.
| Год  | Население, человек |
| ---- | ------------------ |
| 2002 | 64                 |
| 2014 | ↗ 81               |